# Ptilotula penicillata
Ptilotula penicillata là một loài chim trong họ Meliphagidae.
Đây là loài đặc hữu của Úc. Loài chim này phổ biến ở xung quanh nước và thường được nhìn thấy ở các sân sau và vùng ngoại ô có thảm thực vật che phủ. Bộ lông không khác nhau giữa chim trống và chim mái. Đặc điểm phân biệt là chùm lông trắng dễ thấy trên cổ từ họng đến mép gáy. Đỉnh đầu và cổ có màu vàng ô liu, với vành mắt màu vàng bao quanh mắt màu nâu đen đến nâu ô liu. Lông che phủ má và tai có màu vàng ô liu, với phần che phủ phía sau có màu đen, tạo ra một sọc đen ngắn dọc theo mép trước của chùm lông cổ. Cằm và cổ họng có màu vàng ô liu.